# Marie Meunier
 (juillet 2025).
 (juillet 2025).
Marie Meunier, née le 11 avril 1992 à Saint-Ghislain, est une femme politique belge, membre du Parti socialiste (PS).

## Biographie

### Jeunesse et formation
Marie Meunier est née le 11 avril 1992 à Saint-Ghislain. Son père est architecte de formation, sa mère secrétaire de direction. À l’âge de 40 ans, ils reprennent des études et deviennent agriculteurs en Normandie (Calvados). Marie Meunier a un frère, Arthur Meunier, chanteur lyrique.
Elle effectue ses maternelles à Pâturages. Ses années de primaires s’effectueront en double scolarité entre Mons et la Normandie : à l’école Communale du Rossignol de Mons et l’école primaire Victor Hugo à Cambremer. Elle effectue ses études secondaires en France, à la cité scolaire Marcel Gambier à Lisieux, en Normandie, où elle obtient un baccalauréat littéraire. Dès son retour en Belgique, en septembre 2009, elle effectue sa sixième année à l’Athénée Royal Marguerite Bervoets de Mons.
En 2015, elle obtient une licence en architecture d’intérieur à l’école d'art ARTS2 de Mons.
En 2018, elle obtient un master spécialisé en architecture d'intérieur et design et une agrégation en arts visuels à l’école d'art ARTS2, ainsi qu’un master approfondi en architecture d'intérieur et design à l’UMons.

### Parcours politique

#### Mons et Wallonie
Lors des élections communales d'octobre 2012, Marie Meunier obtient 465 voix de préférences sur la liste PS et est élue au conseil communal de Mons pour la première fois, à l'âge de 20 ans. 
En tant que conseillère communale, elle siège de 2013 à 2018 au conseil d'administration de la société de logement social Toit & Moi, ainsi qu'au conseil consultatif de l'aménagement du territoire de la Ville (CCATM). 
Lors des élections communales d’octobre 2018, Marie Meunier obtient 929 voix de préférence sur la liste PS et est réélue au conseil communal de Mons . En janvier 2019, elle devient présidente du CPAS de Mons et échevine chargée des affaires sociales, des aînés, de l'égalité des chances, de l'agriculture et de la petite enfance. À 26 ans, elle fait partie des plus jeunes membres de Collèges de Wallonie.
En juillet 2022, Marie Meunier succède à Joëlle Kapompolé à la tête de Solidaris Mons Wallonie-Picarde et devient également vice-présidente de la Mutualité Socialiste Solidaris en Wallonie.
Lors des élections communales de 2024, Marie Meunier obtient 2341 voix de préférence et est élue au conseil communal de Mons pour la troisième fois consécutive. Elle obtient le 4e score sur la liste du bourgmestre et le 5ème score toutes listes confondues. Elle est également le 2ème score féminin toutes listes confondues. Elle endosse le rôle de cheffe de groupe pour la liste du bourgmestre au conseil communal.

#### Fédéral

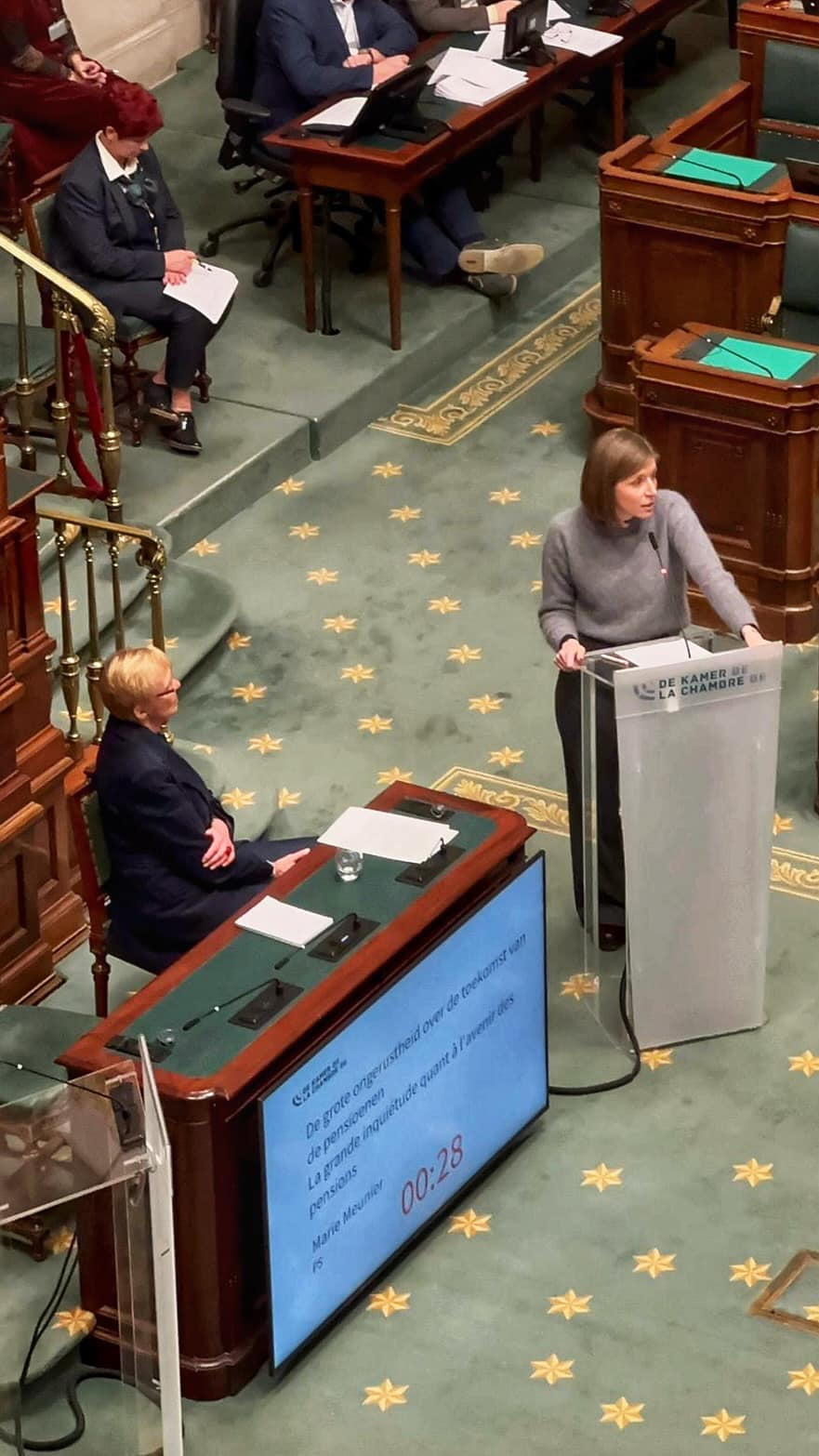
Marie Meunier Prend la parole lors d'une séance plénière

Lors des élections législatives fédérales de juin 2024, Marie Meunier obtient 9378 voix de préférence sur la liste PS et est élue à la chambre des représentants pour la première fois. Elle prête serment le 10 juillet 2024 à la chambre. Les statuts du Parti Socialiste ne permettant pas le cumul ce mandat avec la présidence du CPAS, elle démissionne de cette dernière fonction.